# Ljubomlský rajón
Ljubomlský rajón (ukrajinsky Любомльський район) byl rajón ve Volyňské oblasti na Ukrajině. Hlavním městem byl Ljuboml a rajón měl přibližně 39 tisíc obyvatel. 

## Sídla v rajónu
- Holovne
- Ljuboml